# Alligny-Cosne
Alligny-Cosne település Franciaországban, Nièvre megyében. Lakosainak száma 922 fő (2022. január 1.). Alligny-Cosne Saint-Vérain, Saint-Loup, Bitry, Ciez, Donzy, Perroy és Pougny községekkel határos.

## Népesség
A település népességének változása:
| Lakosok száma | 864  | 878  | 900  | 877  | 891  | 905  | 919  | 917  | 922  |
|               | 2013 | 2015 | 2016 | 2017 | 2018 | 2019 | 2020 | 2021 | 2022 |